# أندريه غويسدون
أندريه غويسدون (14 أكتوبر 1948 في بونيفيل) (بالفرنسية: André Guesdon)‏ لاعب كرة قدم فرنسي معتزل كان يجيد اللعب في خط الدفاع .
لعب غويسدون في أندية كاين (1967-1971) موناكو (1971-1976) باستيا (1976-1978) بوردو (1978) نيس (1978-1981) .
تولى غويسدون تدريب أندية فيري تشاتيلون (1984-1988) أنغرز (1995) أنغرز مجددا (1995-1997) .

## وصلات خارجية
- أندريه غويسدون على موقع قاعدة بيانات كرة القدم.إي يو (الإنجليزية)
- أندريه غويسدون على موقع عالم كرة القدم.نت (الإنجليزية)